# امبرائر سی-۳۹۰ میلنیوم
امبرائر سی-۳۹۰ میلِنیوم (به پرتغالی: Embraer C-390 Millennium) یک هواپیمای ترابری نظامی با اندازه متوسط، با پیشرانه دو موتور جت است که توسط شرکت سازنده هوافضای برزیل (امبرائر) طراحی و تولید شده است. سی-۳۹۰ میلنیوم سنگین‌ترین هواپیمایی است که شرکت تا به توسط امبرائر تا به امروز تولید شده است.
کار بر روی این پروژه در اواسط دهه ۲۰۰۰ در امبرائر آغاز شد و تلاش‌های اولیه حول یک مشتق مفهومی از هواپیمای جت مسافربری ئی-۱۹۰ با ابعاد و اندازه مشابه با لاکهید سی-۱۳۰ هرکولس متمرکز شد. در این پروژه امبرائر نمایل به استفاده از موتورهای جت توربوفن بود، به جای توربوپراپ داشت. حمایت او سرمایه‌گذاری از این طرح تواماً از سوی دولت برزیل و نیروی هوایی برزیل صورت گرفت. در ماه می ۲۰۰۸، دولت برزیل مبلغ ۸۰۰ میلیون رئال برزیل معادل با (۴۴۰ میلیون دلار آمریکا) در توسعه این پروژه سرمایه‌گذاری کرد. در آوریل ۲۰۰۹، امبرائر قراردادی به مبلف ۱٬۵ میلیارد دلاری برای دو نمونه اولیه منعقد کرد. این هواپیما در ابتدا سی-۳۹۰ بعداً در اوایل ۲۰۱۱به نام کیٰ‌سی-۳۹۰ نامگذاری شد.در طی نمایشگاه هوایی پاریس در سال ۲۰۱۱، امبرائر اعلام نمود که قصد دارد نسخه ای کشیده از این هواپیما را به عنوان یک هواپیمای باری غیرنظامی به بازار عرضه نماید. به سرعت با شرکت‌های مختلف هوافضای دیگر در این برنامه، از جمله
فابریکا آرخنتینا دی آویونس (FAdeA)، شرکت ملی هوانوردی شیلی(ENAER)، شرکت صنایع هوانوردی پرتغال (OGMA) و بوئینگ، همکاری‌ها شکل گرفت. سرمایه‌گذاری مشترک با بوئینگ در نوامبر ۲۰۱۹ اعلام شد، اما به سرعت در عرض شش ماه از بین رفت. پیمانکاران فرعی عمده در ساخت این هواپیما عبارتند از آئرو ودوخودی، بی‌ای‌ئی سیستمز و
راکول کالینز.
در ۳ فوریه ۲۰۱۵، اولین نمونه از دو نمونه اولیه، پرواز اولیه خود را انجام داد. در ۴ سپتامبر ۲۰۱۹، اولین هواپیمای تولیدی به نیروی هوایی برزیل تحویل داده شد. در نوامبر ۲۰۱۹، در طول نمایشگاه هوایی دبی، امبرائر نام جدید هواپیما را برای بازار جهانی، سی-۳۹۰ میلنیوم اعلام نمود. صادرات سی-۳۹۰ به چندین مشتری خارجی از جمله نیروی هوایی پرتغال، نیروی هوایی مجارستان و نیروی هوایی سلطنتی هلند تضمین شده‌اند. سی-۳۹۰ را می‌توان برای انجام عملیات‌های متعارف مختلف مانند جابه‌جایی نیروهای نظامی، بار، همچنین مقامات و مسئولین (وی‌آی‌پی) و عملیات لجستیکی تخصصی تر مانند سوخت‌گیری هوایی به عنوان تانکر پیکربندی کرد. سی-۳۹۰ میلنیوم می‌تواند محموله‌هایی تا ۲۶ تن (۵۷٬۰۰۰ پوند) مانند دو نفربر زرهی ام۱۱۳، یک خودرو زره‌پوش رزمی باکسر، یک هلیکوپتر سیکورسکی اج-۶۰، تا ۸۰ سرباز یا ۶۶ چترباز بانجهیزات کامل، را حمل نموده و توانایی
بارریزی هوایی تا ظرفیت ۴۲٬۰۰۰ پوند (۱۹ تن) را دارد. از سال ۲۰۲۴، هر فروند از این نوع هواپیما حدود ۸۰ میلیون یورو قیمت دارد.

## گونه‌ها
- سی-۳۹۰: گونه استاندارد این هواپیما برای کاربری‌های ترابری هوایی، عملیات امداد و نجات، آتش‌نشانی هوایی
- کی‌سی-۳۹۰: گونه (تانکر) سوخت رسان هوایی برای نیروی هوایی برزیل
- سی-۳۹۰ آی‌وی‌آر: گونه ضدزیردریایی و گشت دریایی که در سال ۲۰۲۴ معرفی شد، توسعه این گونه به‌طور مشترک بین امبرائر و نیروی هوایی برزیل تحت بررسی می‌باشد، تا جایگزینی برای ناوگان لاکهید پی-۳ اوریون آن نیرو گردد.[۹][۱۰]

## کاربران

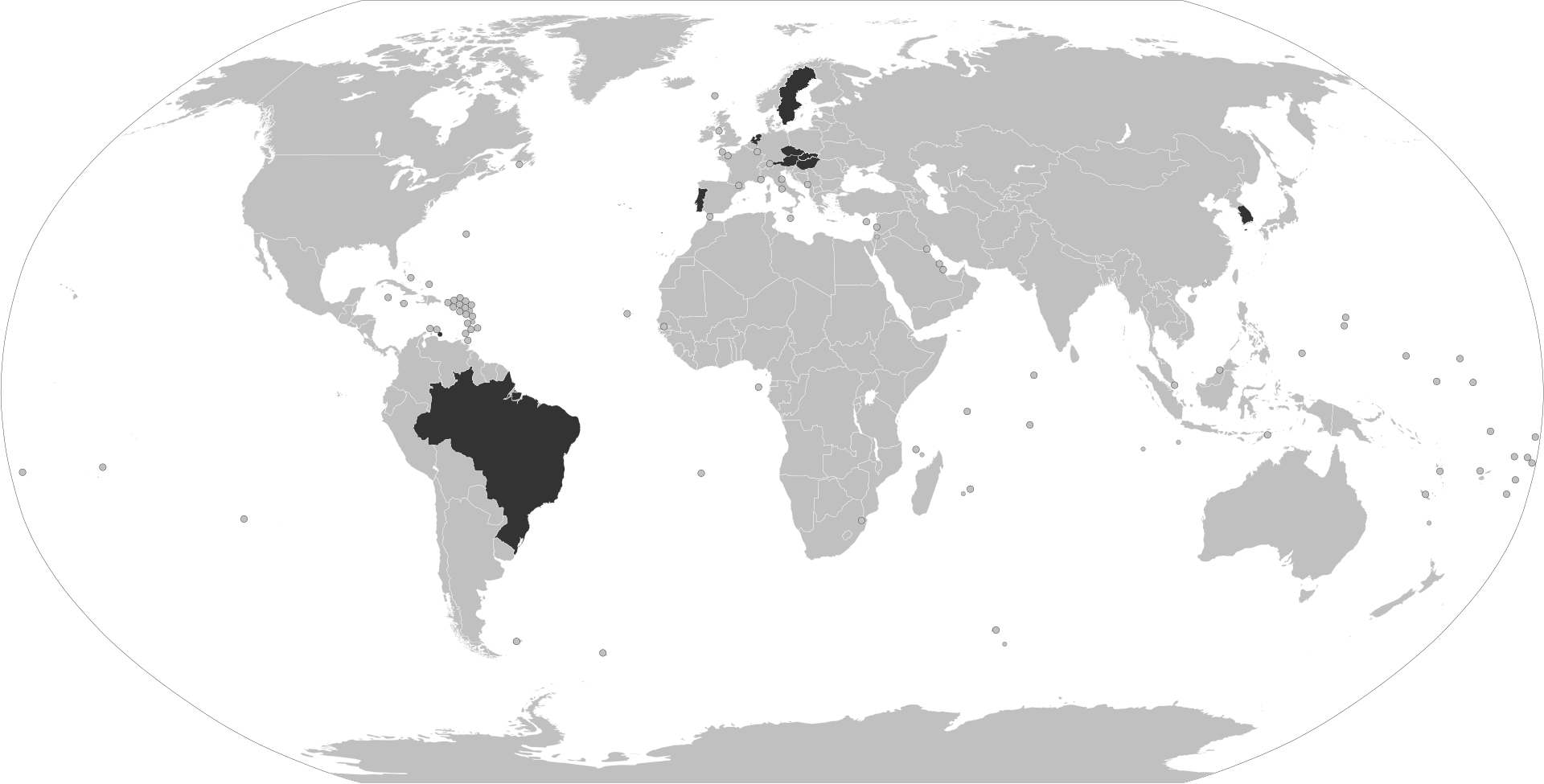
هواپیماهای سی-۳۹۰ سفارش داده شده در دسامبر ۲۰۲۴

### کاربران فعلی
برزیل
نیروی هوایی برزیل – ۱۹ فروند سی-۳۹۰ را سفارش داده است، ۷ فروند از آنها تحویل شده است.
- گروه اول جابه‌جایی نیروها (زئوس) در پایگاه هوایی آناپلیس.[۱۵][۱۶]
- گُردان هوایی اول ترابری در 
پایگاه هوایی گالیاو[۱۷]

 مجارستان
نیروی هوایی مجارستان – در سال ۲۰۲ دو فروند سفارش داده است. ۱ فروند در ماه سپتامبر سال ۲۰۲۴ نحویل داده شد. این هواپیما در گردان هوایی ترابری "Teve" در پایگاه هوایی کچکمت مورد استفاده قرار می‌گیرد.
 پرتغال
نیروی هوایی پرتغال – در سال ۲۰۱۹ تعداد ۵ فروند سی-۳۹۰ را برای جایگزینی هواپیماهای سی-۱۳۰ سفارش داده است. اولین هواپیما در ۱۶ اکتبر ۲۰۲۲ در پایگاه هوایی بیجا تحویل داده شده، و در اکتبر ۲۰۲۳ به خدمت وارد شد. دومین هواپیما در ماه ژوئن ۲۰۲۴ تحویل داده شد.

### کاربران آتی
اتریش
نیروی هوایی اتریش –  در سال ۲۰۲۳ تعداد ۴ فروند سی-۳۹۰ میلنیوم را برای حایگزینی سی-۱۳۰ کی سفارش داد. پیش‌بینی می‌گردد که در اوایل سال ۲۰۲۶ تحویل داده شوند.
 جمهوری چک
نیروی هوایی چک –  در اکتبر ۲۰۲۳ دوفروند سی-۳۹۰ را برای ناوگان هواپیماهای مورد نیاز خود برای سوخت‌گیری هوایی و ترابری متوسط انتخاب نمود. قرارداد مربوطه در ۲۵ اکتبر ۲۰۲۴ به امضا رسید. پیش‌بینی می‌شود که اولین هواپیما در سال ۲۰۲۵و دومی در سال ۲۰۲۷ یا ۲۰۲۸ تحویل داده شوند
 هلند
نیروی هوایی سلطنتی هلند – در سال ۲۰۲۰ هواپیمای سی-۳۹۰ را انتخاب نمود و ۵ فروند سفارش داده است تا جایگزین هواپمیاهای سی-۱۳۰اچ خود نماید. قرارداد درسال ژوئیه ۲۰۲۴ منعقد شد و تحویل هواپیماها در اواخر سال ۲۰۲۷ خواهد بود.
 اسلواکی
نیروی هوایی اسلواکی –  درماه دسامبر ۲۰۲۴ هواپیمای سی-۳۹۰ را انتخاب نمود.
 کره جنوبی
نیروی هوایی جمهوری کره –  در سال ۲۰۲۳ سه فروند سی-۳۹۰ را سفارش داده است، در سال ۲۰۲۶ تحویل داده خواهند شد.
 سوئد
نیروی هوایی سوئد – در ماه نوامبر سال ۲۰۲۴، این هواپیما را انتخاب نمود.